# 岩崎峻典
岩崎 峻典（いわさき しゅんすけ、2003年3月11日 - ）は、大阪府大阪市出身のプロ野球選手（投手）。右投右打。福岡ソフトバンクホークス所属。

## 経歴

### プロ入り前
大阪市立城北小学校1年生から『城北ユニオンズ』でソフトボールをプレー。大阪市立大宮中学校では硬式野球の『大淀ボーイズ』に所属し、1・2年時は内野を守ることが多かったが、3年時に投手へ転向した。
履正社高校では1年秋からベンチ入りし、チームは近畿大会ベスト4入りを果たし、翌2019年の甲子園大会に出場したが、岩崎は登板機会がなかった。ただ、甲子園後にカットボールを習得すると、2年夏の大阪大会では5試合に登板し、22回1/3を投げて2失点の好成績。甲子園大会では背番号17ながら、エースの清水大成（1学年上）と共に二枚看板を形成し、4試合の登板で18回1/3を4失点。チームは春夏通じて初の全国制覇を果たし、岩崎は星稜高校との決勝戦で胴上げ投手となった。エースとして臨んだ2年秋は9試合に登板し、5完投・防御率1.65で近畿大会ベスト4入りの原動力となり、翌2020年の甲子園大会への出場が決定していたが、新型コロナウイルスの影響で大会中止。3年夏も甲子園大会およびその出場権を懸けた地方大会が中止となり、独自代替大会（大阪）では準決勝で大阪桐蔭高校に勝利したものの、雨天による日程変更が重なった影響で決勝は行われなかった。
東洋大学へ進学すると、1年春からリーグ戦（1部リーグ）に登板したが、チームはこのシーズンで2部へ降格となった。3年春の入れ替え戦でチームは連勝し、5シーズンぶりに1部へ復帰。3年秋のリーグ戦（1部リーグ）では規定投球回に到達し、6試合の登板で2勝2敗・防御率1.82を記録したが、チームは最下位で入れ替え戦にも敗れ、2部降格となった。4年春は制球が定まらず、リーグ戦（2部リーグ）で8試合に登板するも1勝4敗であった。
2024年10月24日に開催されたドラフト会議にて、福岡ソフトバンクホークスから6位指名を受けた。12月3日には契約金3000万円・年俸800万円（いずれも金額は推定）で入団に合意。同9日に背番号が69と発表された。担当スカウトは宮田善久。

## 選手としての特徴
持ち球は最速153km/hのストレート、カットボール、スライダー、カーブ、スプリット。
福山龍太郎アマスカウトチーフは「カットボールが武器のピッチャーなので、横の揺さぶりをうまく使いながらというのが彼の持ち味」と評している。

## 人物
浅利太門とは中学時代からの友人であり、浅利も2024年度ドラフト会議で北海道日本ハムファイターズから3位指名を受けている。

## 詳細情報

### 記録

#### 初記録
投手記録
- 初登板：2025年5月25日、対オリックス・バファローズ9回戦（平和リース球場）、9回表に5番手で救援登板・完了、1回3失点[27]
- 初奪三振：同上、9回表に福永奨から空振り三振[27]

### 背番号
- 69（2025年[21] - ）